# Emma Orczy

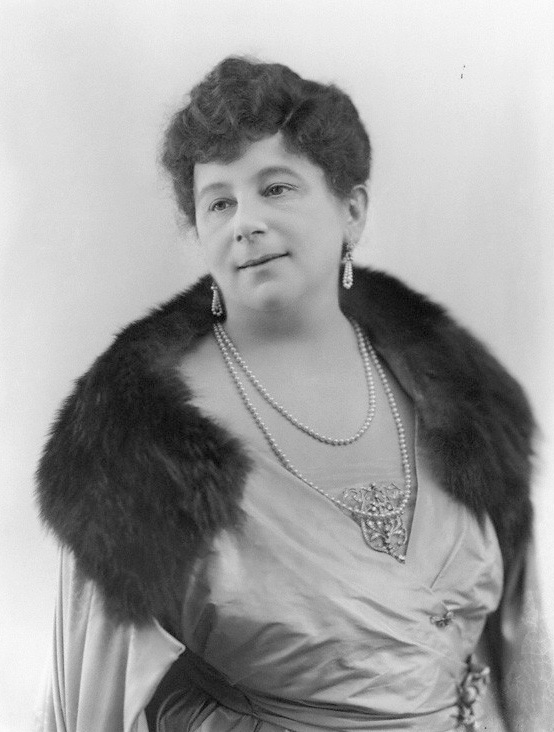
Baronesa Orczy, por Alexander Bassano.

Emma Orczy (Tarnaörs, 23 de setembro de 1865 – Londres, 12 de novembro de 1947) geralmente conhecida como Baronesa Orczy (o nome sob o qual ela foi publicada) ou para sua família e amigos como Emmuska Orczy, era uma romancista e dramaturga britânica nascida na Hungria.
Estreando no West End de Londres em 5 de janeiro de 1905, The Scarlet Pimpernel se tornou um dos favoritos do público britânico. Algumas das pinturas de Orczy foram exibidas na Royal Academy de Londres. Durante a Primeira Guerra Mundial, ela formou a Liga de Serviços Ativos das Mulheres da Inglaterra, uma organização não oficial destinada a encorajar as mulheres a persuadir os homens a se voluntariarem para o serviço ativo nas forças armadas.

## Carreira de escritor
Eles tinham muito pouco dinheiro e Orczy começou a trabalhar com o marido como tradutor e ilustrador para complementar seus baixos rendimentos. John Montague Orczy-Barstow, seu único filho, nasceu em 25 de fevereiro de 1899. Ela começou a escrever logo após seu nascimento, mas seu primeiro romance, The Emperor's Candlesticks (1899), foi um fracasso. Ela, no entanto, encontrou um pequeno número de seguidores com uma série de histórias de detetive na Royal Magazine. Seu próximo romance, In Mary's Reign (1901), foi melhor.
Em 1903, ela e o marido escreveram uma peça baseada em um de seus contos sobre um aristocrata inglês, Sir Percy Blakeney, Bart., que resgatou aristocratas franceses da Revolução Francesa: The Scarlet Pimpernel. Ela enviou sua novelização da história com o mesmo título para 12 editoras. Enquanto aguardavam as decisões desses editores, Fred Terry e Julia Neilson aceitaram a peça para produção no West End de Londres. Inicialmente, atraiu um pequeno público, mas a peça funcionou durante quatro anos em Londres, quebrou muitos recordes de palco, eventualmente tocando mais de 2 000 apresentações e se tornando um dos shows mais populares encenados na Grã-Bretanha. Foi traduzido e produzido em outros países e passou por vários avivamentos. Este sucesso teatral gerou grandes vendas para o romance.
Introduzindo a noção de um "herói com uma identidade secreta" na cultura popular, o Scarlet Pimpernel exibe características que se tornariam convenções padrão de super-heróis, incluindo a tendência para o disfarce, o uso de uma arma (espada) característica, capacidade de pensar e enganar seus adversários, e um cartão de visita (ele deixa para trás um pimpernel vermelho em cada uma de suas intervenções). Ao chamar a atenção para seu alter ego, Blakeney se esconde atrás de seu rosto público como um playboy petulante e de pensamento lento (como Bruce Wayne), e também estabelece uma rede de apoiadores, a Liga do Pimpinela Escarlate, que o ajuda esforços.
Orczy escreveu mais de uma dúzia de sequências com Sir Percy Blakeney, sua família e os outros membros da Liga do Pimpernel Escarlate, dos quais o primeiro, I Will Repay (1906), foi o mais popular. O último livro de Pimpernel, Mam'zelle Guillotine, foi publicado em 1940. Nenhuma de suas três peças subsequentes igualou o sucesso de The Scarlet Pimpernel. Ela também escreveu ficção de mistério popular e muitos romances de aventura. Sua Lady Molly, da Scotland Yard, foi um dos primeiros exemplos de uma detetive como personagem principal. Outras histórias de detetive populares apresentavam O Velho na Esquina, um detetive que usava principalmente a lógica para solucionar crimes. Orczy foi um membro fundador do Detection Club (1930).
Os romances de Orczy eram melodramas atrevidos e educados, e ela preferia a ficção histórica. A crítica Mary Cadogan afirma: "Os livros de Orczy são altamente elaborados e intensamente atmosféricos". Em The Nest of the Sparrowhawk (1909), por exemplo, um guardião malicioso em Puritan Kent engana seu belo e rico pupilo para se casar com ele, disfarçando-se como um príncipe francês exilado. Ele convence sua cunhada viúva a ser cúmplice dele nessa trama, na qual ela desonra involuntariamente um de seus filhos perdidos e encontra o outro assassinado pelo vilão. Mesmo que este romance não tivesse nenhum link para The Scarlet Pimpernel além de sua autoria compartilhada, a editora o publicou como parte da "The Scarlet Pimpernel Series".

## Trabalhos
Traduções
- Old Hungarian Fairy Tales (1895) traduzido com Montague Barstow
- The Enchanted Cat (1895) traduzido com Montague Barstow
- Fairyland's Beauty (1895) traduzido com Montague Barstow
- Uletka and the White Lizard (1895) traduzido com Montague Barstow

Roteiros
- The Scarlet Pimpernel (1903)
- The Sin of William Jackson (1906)
- Beau Brocade (1908)
- The Duke's Wager (1911)

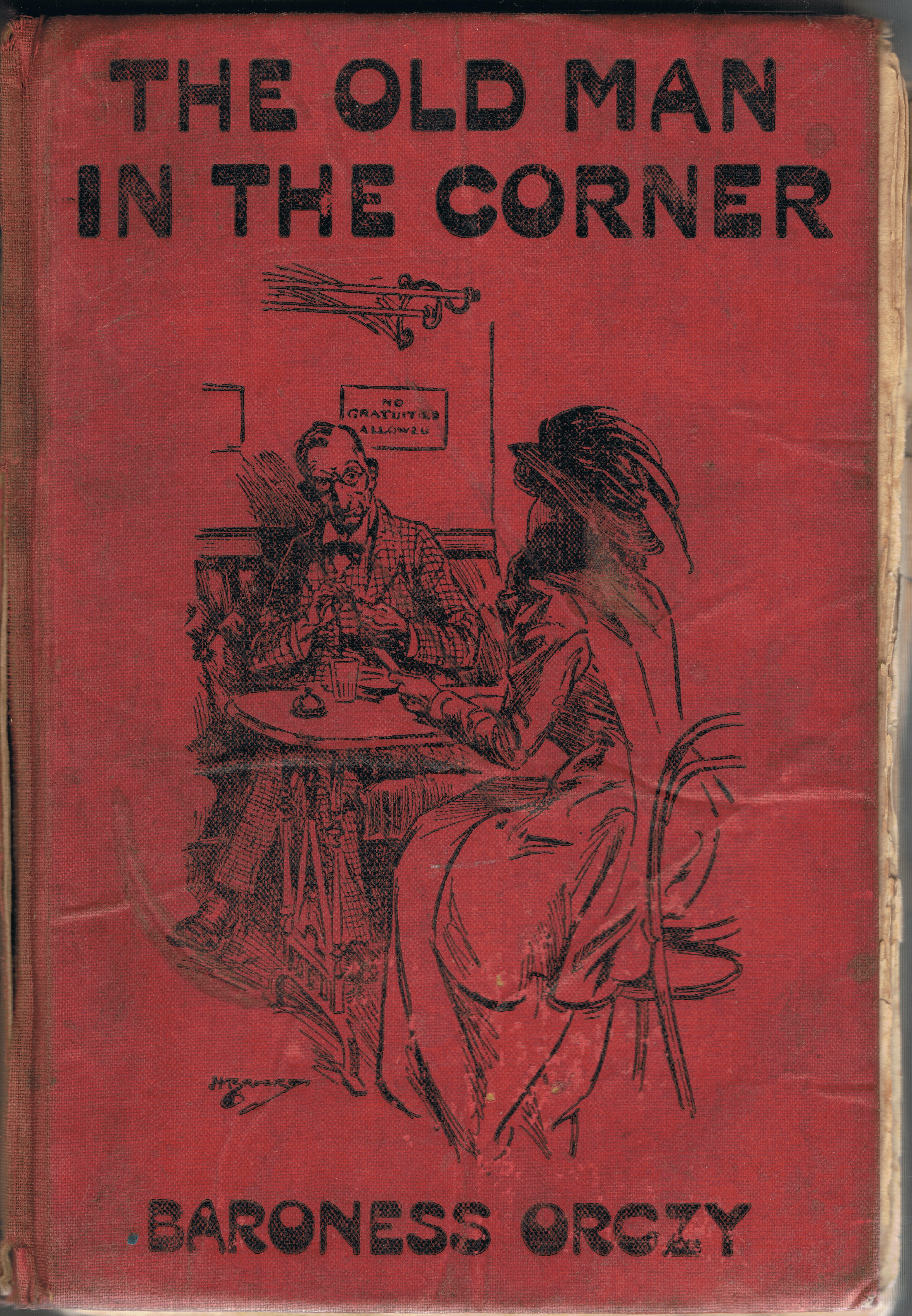
Capa de HM Brock de The Old Man in the Corner da Baroness Orczy (edição popular, Greening & Co., Londres, 1910).

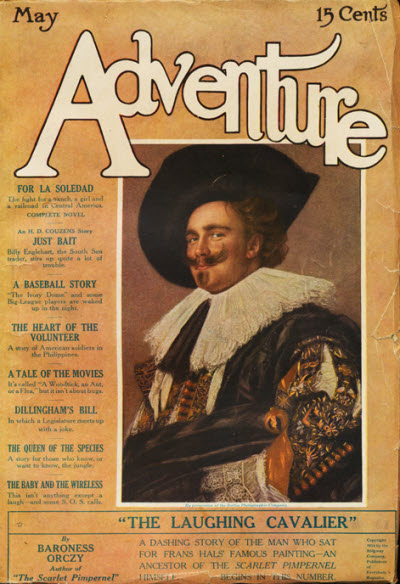
The Laughing Cavalier foi serializado na Adventure em 1914

- The Legion of Honour (1918), adaptado de A Sheaf of Bluebells

Coleções de contos da série: The Man in The Corner Series
- The Case of Miss Elliott (1905)
- The Old Man in the Corner (1909)
- Unravelled Knots (1925)

Série Scarlet Pimpernel
- The League of the Scarlet Pimpernel (1919) (The Scarlet Pimpernel series)
- Adventures of the Scarlet Pimpernel (1929) (The Scarlet Pimpernel series)

Outros livros de contos
- Lady Molly of Scotland Yard (1910)
- The Man in Grey (1918)
- Castles in the Air (1921)
- Skin o' My Tooth (1928)

Romances
- The Emperor's Candlesticks (1899)
- In Mary's Reign (1901) posteriormente The Tangled Skein (1907)
- The Scarlet Pimpernel (1905)
- By the Gods Beloved (1905) posteriormente lançado nos Estados Unidos como The Gates of Kamt (1907)
- I Will Repay The Scarlet Pimpernel 2 (1906)
- A Son of the People (1906)
- Beau Brocade (1907)
- The Elusive Pimpernel The Scarlet Pimpernel 3 (1908)
- The Nest of the Sparrowhawk (1909)
- Petticoat Government (1910) lançado anteriormente como A Ruler of Princes (1909), também conhecido como Petticoat Rule (1910)
- A True Woman (1911)
- The Traitor (1912) (conto)
- The Good Patriots (1912)
- Fire in Stubble (1912)
- Meadowsweet (1912)
- El dorado (1913) (The Scarlet Pimpernel series)
- Unto Cæsar (1914)
- The Laughing Cavalier (1914) (The Scarlet Pimpernel series)
- A Bride of the Plains (1915)
- The Bronze Eagle (1915)
- Leatherface (1916)
- Lord Tony's Wife (1917) (The Scarlet Pimpernel series)
- A Sheaf of Bluebells (1917)
- Flower o' the Lily (1918)
- His Majesty's Well-beloved (1919)
- The First Sir Percy (1921) (The Scarlet Pimpernel series)
- The Triumph of the Scarlet Pimpernel (1922) (The Scarlet Pimpernel series)
- Nicolette: A Tale of Old Provence (1922)
- The Honourable Jim (1924)
- Pimpernel and Rosemary (1924) (The Scarlet Pimpernel series)
- Les Beaux et les Dandys de Grand Siècles en Angleterre (1924)
- The Miser of Maida Vale (1925)
- A Question of Temptation (1925)
- The Celestial City (1926)
- Sir Percy Hits Back (1927) (The Scarlet Pimpernel series)
- Blue Eyes and Grey (1928)
- Marivosa (1930)
- In the Rue Monge (short story) (1931) (The Scarlet Pimpernel series)
- A Joyous Adventure (1932)
- A Child of the Revolution (1932) (The Scarlet Pimpernel series)
- The Scarlet Pimpernel Looks at the World (1933) (The Scarlet Pimpernel series)
- The Way of the Scarlet Pimpernel (1933) (The Scarlet Pimpernel series)
- A Spy of Napoleon (1934)
- The Uncrowned King (1935)
- The Turbulent Duchess (1935)
- Sir Percy Leads the Band (1936) (The Scarlet Pimpernel series)
- The Divine Folly (1937)
- No Greater Love (1938)
- Mam'zelle Guillotine (1940) (The Scarlet Pimpernel series)
- Pride of Race (1942)
- The Will-O'-The-Wisp (1947)

Edições Omnibus
- The Scarlet Pimpernel etc. (1930) coleção de quatro romances
- The Gallant Pimpernel (1939) coleção de quatro romances
- The Scarlet Pimpernel Omnibus (1957) coleção de quatro romances

Não-ficção
- Links in the Chain of Life (autobiografia, 1947)

### The Scarlet Pimpernel Chronology
1. The Laughing Cavalier (1914)
2. The First Sir Percy (1921)
3. The Scarlet Pimpernel (1905)
4. Sir Percy Leads the Band (1936)
5. The League of the Scarlet Pimpernel (1919) - coleção de contos
6. I Will Repay (1906)
7. The Elusive Pimpernel (1908)
8. The Way of the Scarlet Pimpernel (1933)
9. Lord Tony's Wife (1917)
10. El dorado (1913)
11. Mam'zelle Guillotine (1940)
12. The Triumph of the Scarlet Pimpernel (1922)
13. Sir Percy Hits Back (1927)
14. Adventures of the Scarlet Pimpernel (1929) - coleção de contos
15. A Child of the Revolution (1932)
16. In the Rue Monge (1931)
17. Pimpernel and Rosemary (1924)
18. The Scarlet Pimpernel Looks at the World (1933) com Montague Barstow

## Filmografia
- 1916: Beau Brocade (dir. Thomas Bentley)
- 1917: The Laughing Cavalier (dir. A. V. Bramble, Eliot Stannard)
- 1919: The Elusive Pimpernel (dir. Maurice Elvey)
- 1923: I Will Repay (dir. Henry Kolker)
- 1928: Two Lovers (dir. Fred Niblo)
- 1928: The Triumph of the Scarlet Pimpernel (dir. T. Hayes Hunter)
- 1934: The Scarlet Pimpernel (dir. Harold Young)
- 1936: The Emperor's Candlesticks (dir. Karl Hartl)
- 1936: Spy of Napoleon (dir. Maurice Elvey)
- 1937: The Emperor's Candlesticks (dir. George Fitzmaurice)
- 1937: Return of the Scarlet Pimpernel (dir. Hanns Schwarz)
- 1950: The Elusive Pimpernel (dir. Michael Powell, Emeric Pressburger)
- 1982: The Scarlet Pimpernel (dir. Clive Donner)